# جوجو (مغنية)
جوانا نويل لوفيسك (بالإنجليزية: Joanna Noelle Levesque) (ولدت 20 ديسمبر 1990) مغنية ريذم أند بلوز وبوب أمريكية معروفة باسم جوجو. اشتهرت عام 2004 بعد إصدار ألبوم جوجو الذي أصبح ألبوم بلاتيني.
في بداياتها اشتركت جوجو في إحدى المسابفات الغنائية وهي مسابقة أفضل طفل أمريكي موهوب، لم تنجح جوجو في هذه المسابقة ولكنها التقت برجل يدعى جيمس وماك وهو الذي ادخلها في Da Family entertainment ووافقت جوجو بهذا العرض الذي قدم لها عرضا مناسبا لها قبل أن تتعاممع أمير موسيقى الـ R'n'B آشر رايموند. وأخيرا اغنيتها ظهرت اغنيتها ودخلت مباشرة في سباق الأغاني في اميريكا. جوجو تمتلك كلبا واحدا يدعى Sugarpie وقد كتبت ثلاث أغاني من البومها.

## روابط خارجية
- مقالات تستعمل روابط فنية بلا صلة مع ويكي بيانات